# Albin Čotar
Albin Čotar (partizansko ime Jaduk), slovenski politični in gospodarski delavec, * 25. februar 1917, Hoče pri Mariboru, † 3. november 1988, Koper.

## Življenje in delo
Rodil se je v kmečki družini iz Škrbine na Krasu, ki je med 1. svetovno vojno živela v begunstvu na Štajerskem. Po vojni se je družina vrnila v Škrbino, kjer je končal ljudsko šolo ter se v Trstu izučil za trgovskega pomočnika. S sedemnajstimi leti je pobegnil v Kraljevino Jugoslavijo. Najprej je živel pri bratu v Zagrebu, kjer se je preživljal kot pekovski delavec in sodeloval v izseljeniškem društvu Istra. Leta 1936 je odšel v Ljubljano. Tu je deloval v mladinskem delavskem gibanju v Trnovem in emigrantskem društvu Tabor. Po fašistični zasedbi Ljubljane je 1. avgusta 1941 postal član Komunistične partije Slovenije in aktivist Osvobodilne fronte. Sredi februarja 1942 je bil po nalogu partije poslan v Trst, kjer je za KPS in OF nadaljeval z organizacijskim delom. Njegova ilegalna imena so bila Pino in Karlo ter pozneje v partizanih Jaduk. Oktobra 1942 je bil zaradi izdaje aretiran. Iz zapora je prišel 9. aprila 1944 in se preko Istre prebil v Brkine. Tu je prevzel dolžnost sekretarja okrožnega komiteja Zveze komunistične mladine Jugoslavije. V Brkinih je deloval do osvoboditve. Po vojni je bil nekaj časa zaposlen pri Upravi državne varnosti v Kopru, potem pa je deloval na gospodarskem področju kot direktor podjetja BOR v Kopru. Po upokojitvi leta 1966 je nadaljeval z delom v raznih političnih organizacijah. Leta 1974 je po ustanovitvi odbora Južnoprimorskega okrožja postal njegov predsednik. Veliko se je ukvarjal z zbiranjem gradiva za zgodovino narodnoosvobodilne borbe. 